# Kitanakagusuku
Kitanakagusuku (japanska: 北中城村?, Kitanakagusuku-son), okinawianska:Kitanakagushiku, är en landskommun (by) i Okinawa prefektur, Japan. 
Kommunen ligger på huvudön Okinawa, cirka 15 kilometer nordöst om Okinawas huvudort Naha. 
´